# لینو ماگی
لینو ماگی (استونیایی: Leino Mägi؛ زادهٔ ۲۲ مارس ۱۹۵۵) سیاستمدار و نماینده سابق مجلس اهل استونی است.